# Voetbalcompetitie
Een voetbalcompetitie is een competitie tussen verschillende teams in de sport voetbal. Gewoonlijk wordt een voetbalcompetitie georganiseerd door een nationale of regionale voetbalbond, maar in het betaald voetbal zijn er soms ook particuliere, commerciële organisaties bij betrokken.
Afhankelijk van het aantal teams dat wenst te participeren in de competitie van de desbetreffende bond, worden de teams in verschillende divisies of klassen ingedeeld aan de hand van hun niveau en soms ook per regio. Het wedstrijdseizoen (voetbalseizoen) verschilt per competitie. In de meeste landen met een gematigd klimaat, zoals Nederland en België, begint de competitie aan het eind van de zomer en loopt deze door tot de volgende lente; halverwege is er dan soms een winterstop. Sommige landen met andere klimaten, zoals Zweden, wijken hier echter van af en spelen bijvoorbeeld van de lente tot de herfst, om zo de minder geschikte periode in het jaar te vermijden.
Op grond van het aantal gewonnen en gelijkgespeelde wedstrijden wordt een ranglijst opgemaakt. Voor een gelijkspel krijgen beide teams één punt. Voor een gewonnen wedstrijd kregen de teams vroeger twee punten, maar tegenwoordig is dit in de meeste competities opgehoogd naar drie punten, om zo aanvallend spel te stimuleren. Deze punten staan los van het aantal gescoorde doelpunten, dus 7–0 levert evenveel op als 2–1 en 3–3 evenveel als 0–0.
Hebben twee of meer teams evenveel punten, dan spelen de doelpunten alsnog een rol in de vorm van het doelsaldo.
In sommige competities worden tussentijds periodekampioenen aangewezen. Hoe dan ook is aan het eind van het seizoen de uiteindelijke rangschikking tussen de verschillende teams duidelijk. De winnaar van de hoogste divisie van een nationale bond wordt dan tot landskampioen uitgeroepen, maar het komt ook voor dat er na de 'gewone' competitie nog een nacompetitie of play-offs volgen. Als de bond meerdere divisies of klassen heeft, dan zullen doorgaans een of meer teams promoveren, dan wel degraderen naar een andere divisie.